# قائمة مقاطعات كانساس
أدناه هي قائمة بمقاطعات ولاية كانساس الأمريكية :
- مقاطعة أتشيسون
- مقاطعة أدوردز
- مقاطعة ألين
- مقاطعة أندرسون
- مقاطعة أوتاوا
- مقاطعة أوزبورن
- مقاطعة إلك
- مقاطعة إلزوورث
- مقاطعة إيليس
- مقاطعة اوساج
- مقاطعة باربر
- مقاطعة بارتون
- مقاطعة برات
- مقاطعة براون
- مقاطعة بوربون
- مقاطعة بوتاواتومي
- مقاطعة بوتلر
- مقاطعة بوني
- مقاطعة تريغو
- مقاطعة تشوتاغوا
- مقاطعة تشيروكي
- مقاطعة تشيس
- مقاطعة توماس
- مقاطعة جاكسون
- مقاطعة جونسون
- مقاطعة جيفرسون
- مقاطعة جيويل
- مقاطعة دوغلاس
- مقاطعة دونيفان
- مقاطعة ديكاتور
- مقاطعة ديكينسون
- مقاطعة رايس
- مقاطعة رايلي
- مقاطعة روسل
- مقاطعة روش
- مقاطعة رولنز
- مقاطعة رووكس
- مقاطعة ريببليك
- مقاطعة رينو
- مقاطعة ستافورد
- مقاطعة ستانتون
- مقاطعة ستيفينز
- مقاطعة سكوت
- مقاطعة سميث
- مقاطعة سومنر
- مقاطعة سيجويك
- مقاطعة سيلاين
- مقاطعة سيوورد
- مقاطعة شايان
- مقاطعة شرمان
- مقاطعة شوني
- مقاطعة شيريدان
- مقاطعة غرانت
- مقاطعة غراهام
- مقاطعة غراي
- مقاطعة غريلي
- مقاطعة غرينوود
- مقاطعة غوف
- مقاطعة غيري
- مقاطعة فرانكلن
- مقاطعة فورد
- مقاطعة فيليبس
- مقاطعة فيني
- مقاطعة كاولي
- مقاطعة كراوفورد
- مقاطعة كلارك
- مقاطعة كلاود
- مقاطعة كلاي
- مقاطعة كوفي
- مقاطعة كوهمانتشي
- مقاطعة كيرني
- مقاطعة كينغمان
- مقاطعة كيوا
- مقاطعة لابيت
- مقاطعة لن
- مقاطعة لوغان
- مقاطعة ليفينوورث
- مقاطعة لين
- مقاطعة لينكن
- مقاطعة ليون
- مقاطعة مارشال
- مقاطعة ماريون
- مقاطعة ماكفيرسون
- مقاطعة مورتون
- مقاطعة موريس
- مقاطعة مونغومري
- مقاطعة ميامي
- مقاطعة ميتشل
- مقاطعة ميد
- مقاطعة نورتون
- مقاطعة نيس
- مقاطعة نيماها
- مقاطعة نيوشو
- مقاطعة هاربر
- مقاطعة هارفي
- مقاطعة هاسكيل
- مقاطعة هاميلتون
- مقاطعة هوجمان
- مقاطعة وابونسي
- مقاطعة واشنغطون
- مقاطعة والاس
- مقاطعة وودسون
- مقاطعة وياندوت
- مقاطعة ويتشيتا
- مقاطعة ويلسون